# FEZF2
Цинковый палец-2 семейства FEZ (англ. FEZ family zinc finger 2), сокращённо FEZF2 или FEZF-2 — это белок, который у человека кодируется геном FEZF2, расположенным на 3-й хромосоме человеческого генома. Длина аминокислотной последовательности этого белка составляет 459 аминокислот. Молекулярная масса этого белка составляет 48 811 дальтон.
Этот белок является цинковым пальцем и фактором транскрипции. По своим функциям данный белок относится к репрессорам, белкам развития. Он задействован в таких биологических процессах, как транскрипция ДНК, регуляция транскрипции, дифференцировка клеток, эмбриогенез и в частности нейрогенез (процесс образования и созревания головного мозга эмбриона). Данный ген имеет несколько вариантов альтернативного сплайсинга, что приводит к образованию нескольких разных изоформ данного белка.
Будучи цинковым пальцем и фактором транскрипции, этот белок имеет в своей структуре участки связывания для ионов цинка и для ДНК. Как и другие факторы транскрипции, данный белок локализуется в ядре клетки.

## Список литературы
- The status, quality, and expansion of the NIH full-length cDNA project: the Mammalian Gene Collection (MGC). (англ.) // Genome Res. : journal. — 2004. — Vol. 14. — P. 2121—2127. PMID 15489334 doi:10.1101/gr.2596504